# الخيالة الشرقية (الرقة)
الخيالة الشرقية قرية سورية تتبع ناحية مركز الرقة في منطقة مركز الرقة في محافظة الرقة. بلغ عدد سكانها 4457 نسمة في عام 2004 حسب إحصاء المكتب المركزي للإحصاء.